# Starz (gruppo musicale)
I Starz sono un gruppo hard rock statunitense formato nel 1975 a New York.
Gestiti dalla stessa compagnia di management dei Kiss, la Aucoin Management, gli Starz sembravano avere tutte le carte in regola per sfondare, ma non riuscirono mai ad emergere ed ottenere il titolo di grandi star al pari dei loro concittadini. Rappresentarono i primi esempi del pop metal, genere che si affermerà fortemente negli anni ottanta e del quale risultarono come tra i precursori. Infatti, molte note band hair/pop metal degli anni ottanta affermarono di essere state influenzate dagli Starz, dai Cinderella e Poison ai Bon Jovi e Mötley Crüe. Nikki Sixx (Mötley Crüe), Tommy Thayer (Black 'N Blue), Tom Keifer (Cinderella), Rikki Rockett (Poison), Jon Bon Jovi (Bon Jovi), Jani Lane (Warrant), e Ginger (The Wildhearts) furono solo alcuni degli artisti che citarono gli Starz come un'influenza nella loro musica. Nel 1989 il giornale musicale Kerrang! inserì i primi due dischi degli Starz, l'omonimo ed il successivo Violation, nella classifica dei "100 migliori album heavy metal di tutti i tempi".

## Storia

### Anni 70

#### Origini
Il chitarrista Brendan Harkin, il bassista Peter Sweval ed il batterista Joe X Dube lavorarono come turnisti per un periodo, e curiosamente tra le loro collaborazioni figurava la partecipazione alla colonna sonora di un film porno chiamato Divine Obsession. Prima di formare la band, Peter Sweval ed il tastierista Lawrence Gonsky erano stati membri di un gruppo rock del New Jersey chiamato Looking Glass, con cui ottennero la prima posizione nelle classifiche statunitensi nell'agosto 1972 con il singolo "Brandy (You're A Fine Girl)". Dopo l'aggiunta di Joe X Dube dietro i tamburi e Brendan Harkin alla chitarra, il cantante della band, Elliott Lurie, annunciò l'abbandono. Dopo essersi messi alla ricerca di un cantante, il trio entrò in contatto con il nativo dell'Alabama Michael Lee Smith, che aveva in precedenza partecipato ad un'apparizione al New York Shakespeare Festival. Curiosamente, il fratello di Michael, Rex Smith, fu destinato a diventare molto più famoso. Dopo aver fronteggiato il gruppo Rex, con cui pubblicò due dischi, rispettivamente nel 1976 e 77, egli intraprese una carriera solista di successo, facendo carriera anche in tv e in alcuni film. Fu dal 1974 che nacque la prima incarnazione del gruppo, originariamente sotto il nome della vecchia band Looking Glass, e poi dopo circa un anno ribattezzatisi Fallen Angels. Il quintetto firmò un contratto con la Arista Records registrando un album con il produttore Jack Richardson (The Guess Who, Alice Cooper), poi rimasto irrealizzato. Infatti, prima dell'eventuale pubblicazione del disco, vennero estratti due singoli, di cui uno entrò nella classifica di Billboard. La Arista però di disse intenzionata a pubblicare l'album solo se singoli in questione fossero diventati delle hit. Così non fu, e la label sciolse il contratto con il gruppo.

#### La carriera
Tramite Sweval, il quintetto venne presto notato da Sean Delaney, dipendente della Aucoin Management, la stessa compagnia complice del grande successo dei Kiss. Delaney, divenuto il loro mentore, sostenne che il gruppo necessitava di un secondo chitarrista. A coprire questo ruolo fu Richie Ranno, musicista che era stato membro degli Stories di Ian Lloyd (cantante che in seguito entrò nei Foreigner), e che raggiunse la formazione nel settembre del 1975, quando ancora militava nel gruppo il tastierista Lawrence Gonsky. Delaney chiese a Ranno se volesse mantenere le tastiere nel gruppo, e questo si disse d'accordo nel voler allontanare Gonsky, poiché ritenne che le tastiere non fossero necessarie. Nell'ottobre del '75 registrarono una demo di otto tracce ai The Record Plant Studios di New York (queste tracce vennero poi racchiuse nel disco Back In The Day, pubblicato nel 2003). Queste demo includevano i brani "Cool One", "Monkey Business", "(She's Just A) Fallen Angel" e "Do It With The Lights On" (quest'ultima venne poi riscritta per il disco Violation e reintitolata "Rock Six Times"). Cambiando il nome della band in Starz su suggerimento del mentore Sean Delaney, nel febbraio del 1976 il gruppo registrò delle nuove demo con il produttore Jack Douglas (Aerosmith, Cheap Trick, Alice Cooper) dei brani "Detroit Girls", "Live Wire", "Pull The Plug", e "Do It With The Lights On" in seguito reintitolata "Rock Six Times". Queste incisioni con la collaborazione di Douglas permisero loro di ottenere un contratto per la major Capitol Records. Pochi mesi dopo seguì la pubblicazione dell'album di debutto, l'omonimo Starz, prodotto da Jack Douglas. Il gruppo si ritrovò quasi subito al centro di alcune controversie a causa del brano "Pull The Plug" (tira la spina), nel quale Michael rivelava l'agonia nel vedere una sua amica mantenuta in vita da una macchina malgrado fosse in stato di coma, similmente al caso simbolo di Karen Ann Quinlan, donna in quel periodo al centro dei riflettori negli States per le polemiche sull'eutanasia ed il diritto alla vita. Con il dominio della disco e del punk a New York verso i metà anni 70, gruppi come Kiss, Sweet e Starz tentarono di mantenere alto il nome della musica hard rock, tuttavia questi ultimi non riuscirono a raggiungere posizioni alte nelle classifiche, fallendo nel tentativo di ottenere la stessa popolarità di altri gruppi della stessa corrente come gli stessi Kiss o gli Aerosmith. A seguito della pubblicazione dell'album, il gruppo partì subito per il tour di supporto al fianco di artisti come Ted Nugent, Aerosmith, Rush e Rick Derringer. Nel 1977, seguì il secondo album intitolato Violation, che proseguì sulle scie del suo predecessore. Prodotto ancora una volta da Jack Douglas, questo seguito percorreva le scie di un heavy metal commerciale, stile che negli anni ottanta e primi novanta prenderà il nome di pop metal. Quello stesso anno, per promuovere il gruppo in Gran Bretagna, la EMI scelse di sponsorizzare in modo insolito la formazione stampando il logo della band su una March Toyota 773 in occasione del campionato di Formula 3. La macchina in nero con impresso il logo degli Starz in giallo, era guidata dal neozelandese Brett Riley, che in quell'occasione vinse due corse, tuttavia questa manovra non ebbe i risultati sperati. Durante il 1978 la formazione diede alle stampe il terzo capitolo, Attention Shoppers!, dove il gruppo, oltre a sonorità pop metal, introdusse anche elementi power pop, trovando similitudini stilistiche con gruppi come i Cheap Trick e i The Raspberries. Nel corso dello stesso anno, venne pubblicato anche il quarto disco in studio, Coliseum Rock, dove vennero accantonate le influenze power pop enfatizzando invece il pop metal, e in genere l'heavy metal. La formazione venne aggiornata proprio in occasione del nuovo disco con i nuovi entrati Bobby Messano dietro le 6 corde a sostituzione di Harkin, e Orville Davis al posto di Sweval. Il disco, registrato a Toronto, venne prodotto da Jack Richardson, lo stesso uomo che aveva collaborato con il gruppo nel '74, quando, sotto il nome di Fallen Angels, aveva registrato il disco per la Arista, poi rimasto irrealizzato. Tuttavia questo lavoro non venne ben accolto dalla critica, che definì alcuni dei brani come frivoli e superficiali.
Durante quell'anno, Ranno partecipò come ospite nel disco solista omonimo del bassista dei Kiss Gene Simmons nel quale contribuì alle composizioni e alle parti di chitarra per il brano "Tunnel of Love". Anche Sweval collaborò con artisti esterni, contribuendo alle composizioni e ai backing vocals per l'album solista omonimo di Sean Delaney, loro storico manager. L'anno seguente, Sweval entrò a far parte di un nuovo progetto in stile disco fondato dallo stesso Delaney chiamato Skatt Bros., con cui pubblicò il disco Strange Spirits nel 1979. A causa degli scarsi successi ottenuti, nello stesso '79 la Capitol decise di sciogliere il contratto con gli Starz, poiché, in vista del dilagare dell'ondata new wave, per la label risultava difficile supportare un gruppo hard rock/heavy metal e promuoverlo nelle radio. Dopo l'ultimo fallimento, il quintetto optò per lo scioglimento. Michael Lee Smith si spostò in California, militando in diverse bar band, mentre Richie Ranno formò un gruppo di breve vita chiamato Hardcore con il bassista Peter Scance e l'ex batterista dei Starz Joe X Dube. Sia Smith che Ranno non ebbero un seguito con il loro rispettivi progetti, e decisero di riformare gli Starz riunendo l'ultima formazione composta da X Dube (batteria), Harkin (chitarra) e Davis (basso). Comunque questa riunione non durò a lungo e gli Starz si sciolsero nel 1980, dopo che la formazione rimase composta da Michael Lee Smith e Richie Ranno,  con l'aggiunta dei nuovi componenti Peter Scance (basso) e Doug Madick (batteria).

### Dopo lo scioglimento
Questa nuova formazione, nata dalle ceneri degli Starz, prese il nome di Hellcats. Il gruppo concluse presto un contratto con la label di New York Radio Records, pubblicando nel 1982 un mini album di 5 tracce registrato ai Record Plant Studios di New York. Sfortunatamente l'incisione non venne mai distribuita al di fuori degli USA, ed inoltre la Radio Records annunciò presto la bancarotta provocando lo scioglimento della formazione. Gli Hellcats pubblicarono poi il brano "Auto Erotica" come singolo, seguito da una versione live di "Rock And Roll Man" degli Starz. Gli Hellcats si riunirono nel 1985 con il vecchio bassista Peter Scance assieme al batterista Eric Ferro, e al nuovo cantante Perry Jones. Il secondo album della formazione venne stampato nel 1986. Dopo i riscontri deludenti di questo lavoro, Ranno riprese i contatti con Michael Lee Smith per incidere del nuovo materiale degli Starz. Dopo aver registrato 5 nuove tracce che vennero offerte alla Metal Blade Records, il gruppo chiese alla label se poteva ottenere del denaro per completare le registrazioni ed incidere altri 5 brani per un eventuale nuovo disco degli Starz. Tuttavia, il titolare dell'etichetta Brian Slagel non si fece più sentire (i 5 brani già composti verranno poi racchiusi nella raccolta Requiem). Dato l'interesse provocato dagli Hellcats, Ranno decise di pubblicare un live album degli Starz intitolato Live in America. Nel 1985 la Heavy Metal Records passò invece alla diffusione del Greatest Hits Brightest Starz. Nel 1987 Ranno diede alle stampe un'altra raccolta di materiale irrealizzato degli Starz sotto il nome di Do It with the Lights On. Questo disco includeva le prime registrazioni del gruppo prodotte da Jack Douglas, più altro materiale registrato nel 1980 con la formazione composta da Smith, Ranno, Scance e Madick (ovvero la formazione degli Hellcats). Durante la decade, la formazione ormai sciolta, godette comunque di un ritorno di popolarità, quando note rockstar come Nikki Sixx (Mötley Crüe), Tommy Thayer (Black 'N Blue), Rikki Rockett (Poison), Jani Lane (Warrant), e Ginger (the Wildhearts), Bruno Ravel (Danger Danger), citarono gli Starz come un'influenza. Molte band degli anni ottanta ammisero di essere state influenzate dagli Starz, dai Cinderella e Poison ai Bon Jovi e Mötley Crüe. Tom Keifer dei Cinderella affermò che il primo show a cui abbia mai partecipato fu ad un concerto degli Starz. Jon Bon Jovi incontrò il chitarrista Richie Ranno nel backstage ad un concerto dei Bon Jovi nel New Jersey e questo gridò a 30.000 fan presenti al loro show che quando lui era giovane era un fan degli Starz. Erano la band che imitava quando suonava nel garage. Nel 1989 la Metal Blade Records ottenne i diritti per ristampare i dischi degli Starz per la prima volta in formato cd. Quello stesso anno, il giornale musicale Kerrang! inserì i primi due dischi degli Starz nella classifica dei "100 migliori album heavy metal di tutti i tempi". Sfortunatamente, il bassista Peter Sweval morì a causa del cancro il 23 gennaio del 1990. Ranno pubblicò nel 1992 un'altra raccolta intitolata Requiem, contenente le demo recenti registrate con Michael Lee Smith ed altri musicisti, che avrebbero dovuto segnare il ritorno del gruppo negli anni 80 con la Metal Blade. Nel 2003 segue Back In The Day, ulteriore raccolta composta da alcune demo incise nel 1975.

### Reunion
Gli Starz si riunirono occasionalmente nel 2000 con Smith, Harkin, X Dube e Bruno Ravel dei Danger Danger al basso. Il gruppo comunque si riformò ufficialmente nel 2003 con il nuovo bassista George DiAnna al posto del deceduto Peter Sweval. I primi quattro album in studio vennero ristampati nel 2005 con l'aggiunta di alcune tracce bonus.

## Formazione

### Formazione attuale
- Michael Lee Smith - voce (1975-80, 2003-oggi)
- Richie Ranno - chitarra (1975-80, 2003-oggi)
- Bobby Messano - chitarra (1978-80, 2003-oggi)
- George DiAnna - basso (2003-oggi)
- Joe "X" Dube (Jeff Grob) - batteria (1975-80, 2003-oggi)

### Ex componenti
- Lawrence Gonsky - tastiere (1975)
- Peter Sweval - basso (1975-78) (R.I.P.)
- Brenden Harkin - chitarra (1975-78)
- Orville Davis - basso (1978-80)
- Bruno Ravel - basso (2000) (turnista)

## Discografia

### Album in studio
- 1976 - Starz
- 1977 - Violation
- 1978 - Attention Shoppers!
- 1978 - Coliseum Rock

### Live
- 1978 - Live in Action
- 2004 - Greatest Hits Live
- 2004 - Live in Cleveland
- 2004 - Live at the el Mocambo
- 2006 - Extended Versions
- 2007 - Come Out At Night

### Raccolte
- 1987 - Do It with the Lights On
- 1992 - Requiem
- 2000 - Brightest Starz: Anthology
- 2003 - Back In The Day
- 2007 - Bonus Tracks!!!